# 新罗克福德 (北达科他州)
新罗克福德（英語：New Rockford），是美国北达科他州下属的一座城市。根据2010年美国人口普查，该市有人口1,391人。2011年估计该市有人口1,388人，相对于2010年，增长率为?0.22%。